# Groves
Groves is een plaats (city) in de Amerikaanse staat Texas en valt bestuurlijk gezien onder Jefferson County.

## Demografie
Bij de volkstelling in 2000 werd het aantal inwoners vastgesteld op 15.733.
In 2006 is het aantal inwoners door het United States Census Bureau geschat op 14.742, een daling van 991 (-6.3%).

## Geografie
Volgens het United States Census Bureau beslaat de plaats een oppervlakte van
13,4 km², waarvan 13,4 km² land.

## Plaatsen in de nabije omgeving
De onderstaande figuur toont nabijgelegen plaatsen in een straal van 12 km rond Groves.